# سيباستيان باري
سيباستيان باري (بالإنجليزية: Sebastian Barry)‏ (و. 1955  م) هو كاتب، وكاتب مسرحي، وشاعر أيرلندي، ولد في دبلن، هو عضوٌ في الجمعية الملكية للأدب.

## التعليم
تعلم في كلية الثالوث في دبلن.

## جوائز
حصل على جوائز منها:
- جائزة المنافسة العامة [الإنجليزية]‏ (1946)
- قائد الفنون والآداب

## روابط خارجية
- سيباستيان باري على موقع ميوزك برينز (الإنجليزية)